# Torn (sang)
 Denne artikel omhandler en sang fra 1993. Opslagsordet har også en anden betydning, se Torn.
"Torn" er en sang skrevet af Scott Cutler, Anne Preven og Phil Thornalley i 1993. Den blev oprindeligt indspillet af danske Lis Sørensen på albummet Under stjernerne et sted (1993), under titlen "Brændt", efter at være blevet oversat af Elisabeth Gjerluff Nielsen. Den blev produceret af Peter Biker og blev et stort radiohit. I 1995 indspillede det amerikanske rockband Ednaswap "Torn", hvis forsanger var Anne Preven. Bandet udgav sangen som single fra deres selvbetitlede debutalbum, uden at det blev noget hit. Ednaswap's version var præget af forvrængede guitarer, og havde en mørkere lyd. Poul Bruun, daværende A&R på EMI-Medley og som havde udvalgt "Torn" til Lis Sørensens album, arbejdede i 1996 med den norske sangerinde Trine Rein. Han producerede, sammen med engelske Phil Thornalley "Torn" til Trine Rein, som blev hendes gennembrudshit i Danmark og blev et radiohit i Asien. I 1997 indspillede australske Natalie Imbruglia sin udgave af "Torn", der rent musikalsk er tættest på Trine Rein's version. Sangen blev et stort hit i USA og Europa, og har solgt mere end tre millioner eksemplarer på verdensplan.